# 1471
1471 (MCDLXXI) je bilo navadno leto, ki se je po julijanskem koledarju začelo na torek.

## Dogodki
- Portugalci zavzamejo mavrski Tanger
- 14. julij - Šelonska bitka med Moskovsko veliko kneževino in Novgorodsko republiko

## Rojstva
- 21. maj - Albrecht Dürer, nemški slikar († 1528)

## Smrti
- 22. marec - Jurij Podjebradski, češki kralj  (* 1420)
- 25. julij - Tomaž Kempčan, nemški avguštinski menih in mistik (* 1380)

Neznan datum
- Noami, japonski slikar (* 1397)